# N685 (België)
De N685 is een gewestweg in de Belgische provincie Luik. De weg verbindt de N629 ter hoogte van Lac de Warfaaz ten noordoosten van Spa met de Thermen van Spa ten noorden van het centrum. De route heeft een lengte van iets minder dan 2 kilometer.
Het wegnummer wordt niet weergegeven op de borden, maar alleen op de kilometerpaaltjes.